# Нарцисичні батьки
Нарцисичні батьки — це батьки або батьківські фігури, які мають нарцисичні риси характеру або страждають на нарцисичний розлад особистості. Як правило, нарцисичні батьки є монопольними та власницькими фігурами для своїх дітей і їм здається загрозливою наявність або поява незалежності у їхніх дітей. Це призводить до шаблону нарцисичної прихильності, коли батьки вважають, що дитина існує виключно для того, щоб задовольняти потреби та бажання батьків. Батьки-нарциси часто намагаються контролювати своїх дітей за допомогою погроз і емоційного насильства. Нарцистичне виховання негативно впливає на психологічний розвиток дітей, впливаючи на їхнє міркування та емоційну, етичну та соціальну поведінку, і ставлення. Особисті кордони часто нехтуються з метою формування та маніпулювання дитиною, щоб задовольнити очікування батьків.
Нарцисичні люди мають низьку самооцінку і відчувають потребу контролювати те, як до них ставляться инші, побоюючись, що в іншому випадку їх звинуватять або відкинуть, а їхня особиста неадекватність буде оголена. Батьки-нарциси самозаглиблені, часто до грандіозності. Вони також схильні бути негнучкими у домовленостях або стосунках, а також їм бракує емпатії, необхідної для виховання дітей.

## Характеристики
Термін «нарцисизм», який використовується в клінічному дослідженні Зиґмунда Фрейда, включає такі форми поведінки: самозвеличення, висока самооцінка, вразливість, страх втратити прихильність людей, страх невдач, покладання на захисні механізми, перфекціонізм і міжособистісні конфлікти.
Щоб зберегти свою самооцінку та захистити свою вразливу справжню сутність, нарциси прагнуть контролювати поведінку инших, особливо своїх дітей, яких вони вважають продовженням себе. Таким чином, батьки-нарциси можуть говорити про те, що вони «несуть факел», підтримують імідж сім'ї або змушують партнера-мати або -батька пишатися. Вони можуть дорікати своїм дітям за слабкість, надмірну драматичність, егоїзм або невідповідність очікуванням. Діти нарцисів вчаться грати свою роль і демонструвати свої особливі навички, особливо публічно або для інших. У них зазвичай не так багато спогадів про те, коли вони відчували себе окутими любов'ю, опікою, визнанням чи коли їх цінували за те, що вони є самі собою. Натомість вони пов'язують свій досвід любові та вдячності з підпорядкуванням вимогам самозакоханих батьків, або у дорослому віці — иншим людям, протягом життя.
Деструктивні нарцисичні батьки постійно прагнуть бути в центрі уваги, перебільшують, напрошуються на компліменти, та принижують своїх дітей. покарання у вигляді звинувачення, критики або емоційного шантажу, а також спроби викликати почуття провини можуть бути використані, щоб викликати почуття відповідальності у дотриманні бажань батьків і їхньої потреби у нарцисичному забезпеченні.

## Діти нарцисів
Нарцисизм, як правило, проявляється між поколіннями, коли батьки-нарциси народжують та виховують нарцисичних або співзалежних дітей. У той час, як самовпевнений опікун або достатньо добрий опікун може дозволити дитині автономний розвиток, нарцисичний опікун може замість цього використовувати дитину для просування власного іміджу. Батьки, які стурбовані самовдосконаленням або тим, щоб їхня дитина віддзеркалювала їх і захоплювалася ними, можуть залишити дитину почувати себе маріонеткою для батьківських емоційних/інтелектуальних вимог.
Діти батьків-нарцисів можуть не підтримувати інших у сім'ї, далеких родичів. Спостерігаючи за поведінкою батьків, дитина дізнається, що маніпуляції та почуття провини є ефективними стратегіями для отримання бажаного. Дитина також може розвинути фальшиве «я» та використовувати агресію та залякування, щоб добитися свого. Натомість вони можуть інвестувати в протилежну поведінку, якщо спостерігали її серед друзів та інших членів сім'ї. Коли дитина нарцисичного опікуна відчуває безпечну, справжню любов або бачить приклад инших сімей, вона може визначити відмінності між своїм життям і життям дитини в здоровій сім'ї та діяти відповідно до них. Наприклад, відсутність емпатії та нестабільність вдома — може посилити власну емпатію дитини та бажання поважати инших. Подібним чином інтенсивний емоційний контроль і неповага до особистих кордонів вдома — може підвищити цінність дитини що до емоційного вираження та її бажання виявляти повагу до інших. Попри те, що дитина критично спостерігає за руйнівною поведінкою батьків, вона все одно часто набуває подібні риси. Коли з'являється альтернатива болю та стражданням, спричиненим вдома, дитина може вибрати зосередження на більш комфортних, безпечних поведінках.
Деякі поширені проблеми у нарцисичному вихованні виникають через відсутність доречного, відповідального виховання. Це може призвести до того, що дитина почуватиметься порожньою, невпевненою у любовних стосунках, розвинувши уявні страхи, не довіряючи іншим, переживаючи конфлікт ідентичності та страждаючи від нездатності розвивати відмінне існування від батьків.
Чутливі, охоплені почуттям провини діти в сім'ї можуть навчитися задовольняти потреби батьків у їх задоволенні та  пристосовуватись до бажань батьків. Нормальні почуття дитини ігноруються нею ж, заперечуються і, зрештою, придушуються в спробах завоювати «любов» батьків. Почуття провини та сорому блокують дитину до можливості розвитку. Агресивні імпульси та гнів можуть бути придушені, а не вирішені, що інтегрує їх у прояв як нездорових та нелогічних станів у майбутньому. Деякі діти розвивають фальшиве «я» як захисний механізм і стають співзалежними у стосунках. Неусвідомлене заперечення дитиною свого справжнього «я» може увічнити цикл ненависті до себе, боячись будь-якого нагадування про своє справжнє «я».
Нарцисичне виховання також може призвести до того, що діти стають жертвами або хуліганами, мають поганий або надмірно завищений імідж тіла, схильність до вживання та/або зловживання наркотичних речовин чи алкоголем, а також до відреагування поведінки (потенційно шкідливою манерою) привернення уваги.
У більшості випадків нарцис вибере одну дитину в сім'ї як «золоту дитину», а іншу дитину - «козлом відпущення». «Золота дитина» стає продовженням нарциса, яка живе для них як помічник. У результаті багато «золотих дітей» не розвивають здорового самопочуття та борються з обмеженнями. З іншого боку, «козли відпущення» стають вмістилищем усіх негативних емоцій самозакоханих батьків, які звинувачують їх у всьому, що йде не так у родині.

### Коротко- та довгострокові ефекти
Через набуту у таких стосунках вразливість, діти більше страждають від поведінки нарцисичних батьків, ніж інші люди з оточення цих батьків. Батьки-нарциси часто зловживають нормальною батьківською роллю направляти своїх дітей і бути головними особами, які приймають рішення в житті дитини, стаючи надмірно власницькими та владними. Ця власність і надмірний контроль позбавляє дитину можливостей; батьки бачать дитину просто як продовження себе. Це може вплинути на уяву та рівень допитливості дитини, і у них часто розвивається зовнішній стиль мотивації (підвладність оточенню, визнання себе тільки через оточення). Цей підвищений рівень контролю від нарцисичних батьків може бути спричинений їх потребою підтримувати залежність дитини від них.
Батьки-нарциси швидко розлючуються, піддаючи своїх дітей ризику фізичного та емоційного насильства. Щоб уникнути гніву та покарання, діти насильницьких батьків часто вдаються до виконання будь-якої вимоги своїх батьків. Це впливає як на самопочуття дитини, так і на її здатність самостійно приймати логічні рішення, і в дорослому віці їм часто не вистачає впевненості в собі та здатності контролювати своє життя. Криза ідентичності, самотність і боротьба з самовираженням також часто спостерігаються у дітей, яких виховували нарцисичні батьки. Боротьба за те, щоб відкрити себе як дорослого, походить від значної кількості проєктивної ідентифікації, яку наразі дорослий відчував ще у дитинстві. Через надмірну ідентифікацію з батьком дитина може ніколи не отримати можливості відчути власну ідентичність.

### Вплив на психічне здоров'я
Дослідження виявили, що у дітей нарцисичних батьків у дорослому віці значно вищий рівень депресії та нижча самооцінка, ніж у дітей, які не вбачали своїх опікунів як нарцисичних. Відсутність емпатії батьків до дитини сприяє цьому, оскільки бажання дитини часто заперечуються, її почуття стримуються, а її загальний емоційний добробут ігнорується.
Дітей нарцисичних батьків вчать підкорюватися та пристосовуватися, через що вони втрачають відчуття себе як самостійної особистості. Це може призвести до того, що дитина матиме дуже мало спогадів про те, як її батьки цінують або люблять за те, що вона є собою, оскільки натомість вони асоціюють любов і вдячність із конформістю. Дітям може бути корисно віддалятися від нарцисичних батьків. Деякі діти нарцисичних батьків у підлітковому віці залишають дім, якщо вони починають вважати стосунки з батьками токсичними.